# Ernest Vincent Wright
Ernest Vincent Wright (1872 – 7 tháng 10 năm 1939) là một tác giả người Mỹ được biết đến với cuốn sách đặc biệt mang tên Gadsby, một cuốn tiểu thuyết 50,000 từ mà trong đó, ngoại trừ phần giới thiệu và một lời ghi chú ở cuối, không sử dụng chữ cái "e".

## Tiểu sử
Chi tiết tiểu sử về cuộc đời Ernest Vincent Wright không thực sự rõ ràng. Một bài viết trên The Village Voice của tác giả Ed Park năm 2002 cho biết ông cũng có thể là người Anh nhưng cũng có thể là người Mỹ thì đúng hơn. Bài viết cho biết ông có thể đã từng phục vụ trong lực lượng hải quân và không thực sự chính xác nếu nói rằng ông là người đã tốt nghiệp Viện Công nghệ Massachusetts (tiếng Anh: Massachusetts Institute of Technology hay MIT - đọc là em ai ti). Bài viết cho biết ông đã từng theo học một trường dạy nghề liên kết với Viện Công nghệ Massachusetts năm 1888 nhưng không có ghi chép nào chứng minh rằng ông đã tốt nghiệp. Park khẳng định những tin đồn cho rằng Wright đã qua đời trong lúc Gadsby đang được xuất bản là không đúng sự thật.
Vào tháng 10 năm 1930 Wright đã tiếp cận với tờ báo The Evening Independent và đề nghị tờ báo này tài trợ cho một cuộc thi viết lipogram, với giải thưởng $250 cho người thắng cuộc. Trong thư, ông đã khoe với tòa soạn sự đặc sắc trong tác phẩm Gadsby. Rất tiếc là tờ báo đã từ chối đề nghị của ông.
Một bài đăng năm 2007 trên blog "Bookride" viết về các cuốn sách hiếm cho biết Wright mất 5 tháng rưỡi để viết cuốn Gadsby trên máy đánh chữ với phím "e" bị vô hiệu hóa. Theo một bài viết không đăng tên tác giả trên Bookride, một nhà kho lưu giữ các bản in của cuốn sách Gadsby đã bị cháy không lâu sau khi cuốn sách được ấn hành, thiêu hủy "hầu hết các bản in của cuốn tiểu thuyết xấu số". Bài biết trên blog này cho biết cuốn sách chưa từng được phê bình "và chỉ sống sót nhờ nỗ lực của một số ít các nhà sưu tầm sành sỏi và cấp tiến người Pháp". Sự khan hiếm và khác lạ của cuốn sách đã làm cho các bản in được tìm thấy đáng giá tới $4,000 qua tay những người buôn bán sách.
Wright đã hoàn thành bản thảo của Gadsby năm 1936, trong gần 6 tháng làm việc tại Trại Tập trung Quân sự Quốc gia (The National Military Home) tại California. Ông đã thất bại trong việc tìm một nhà xuất bản hoặc tự xuất bản để giới thiệu cuốn sách tới công chúng.
Wright trước đó cũng là tác giả của 3 cuốn sách: The Wonderful Fairies of the Sun (1896), The Fairies That Run the World and How They Do It (1903), và Thoughts and Reveries of an American Bluejacket (1918). Bài thơ châm biếm của ông, "When Father Carves the Duck", có thể được tìm thấy trong một số tuyển tập.